# Pachysphinx
Pachysphinx är ett släkte av fjärilar. Pachysphinx ingår i familjen svärmare.
Kladogram enligt Catalogue of Life:
| Pachysphinx | \| \| Pachysphinx borealis \| \| \| \| \| \| Pachysphinx cablei \| \| \| \| \| \| Pachysphinx imperator \| \| \| \| \| \| Pachysphinx kunzei \| \| \| \| \| \| Pachysphinx modesta \| \| \| \| \| \| Pachysphinx occidentalis \| \| \| \| \| \| Pachysphinx peninsularis \| \| \| \| \| \| Pachysphinx populicola \| \| \| \| \| \| Pachysphinx princeps \| \| \| \| \| \| Pachysphinx regalis \| \| \| \| |
|             | \| \| Pachysphinx borealis \| \| \| \| \| \| Pachysphinx cablei \| \| \| \| \| \| Pachysphinx imperator \| \| \| \| \| \| Pachysphinx kunzei \| \| \| \| \| \| Pachysphinx modesta \| \| \| \| \| \| Pachysphinx occidentalis \| \| \| \| \| \| Pachysphinx peninsularis \| \| \| \| \| \| Pachysphinx populicola \| \| \| \| \| \| Pachysphinx princeps \| \| \| \| \| \| Pachysphinx regalis \| \| \| \| |
|             | Pachysphinx borealis |
|             | |
|             | Pachysphinx cablei |
|             | |
|             | Pachysphinx imperator |
|             | |
|             | Pachysphinx kunzei |
|             | |
|             | Pachysphinx modesta |
|             | |
|             | Pachysphinx occidentalis |
|             | |
|             | Pachysphinx peninsularis |
|             | |
|             | Pachysphinx populicola |
|             | |
|             | Pachysphinx princeps |
|             | |
|             | Pachysphinx regalis |
|             | |

## Bildgalleri

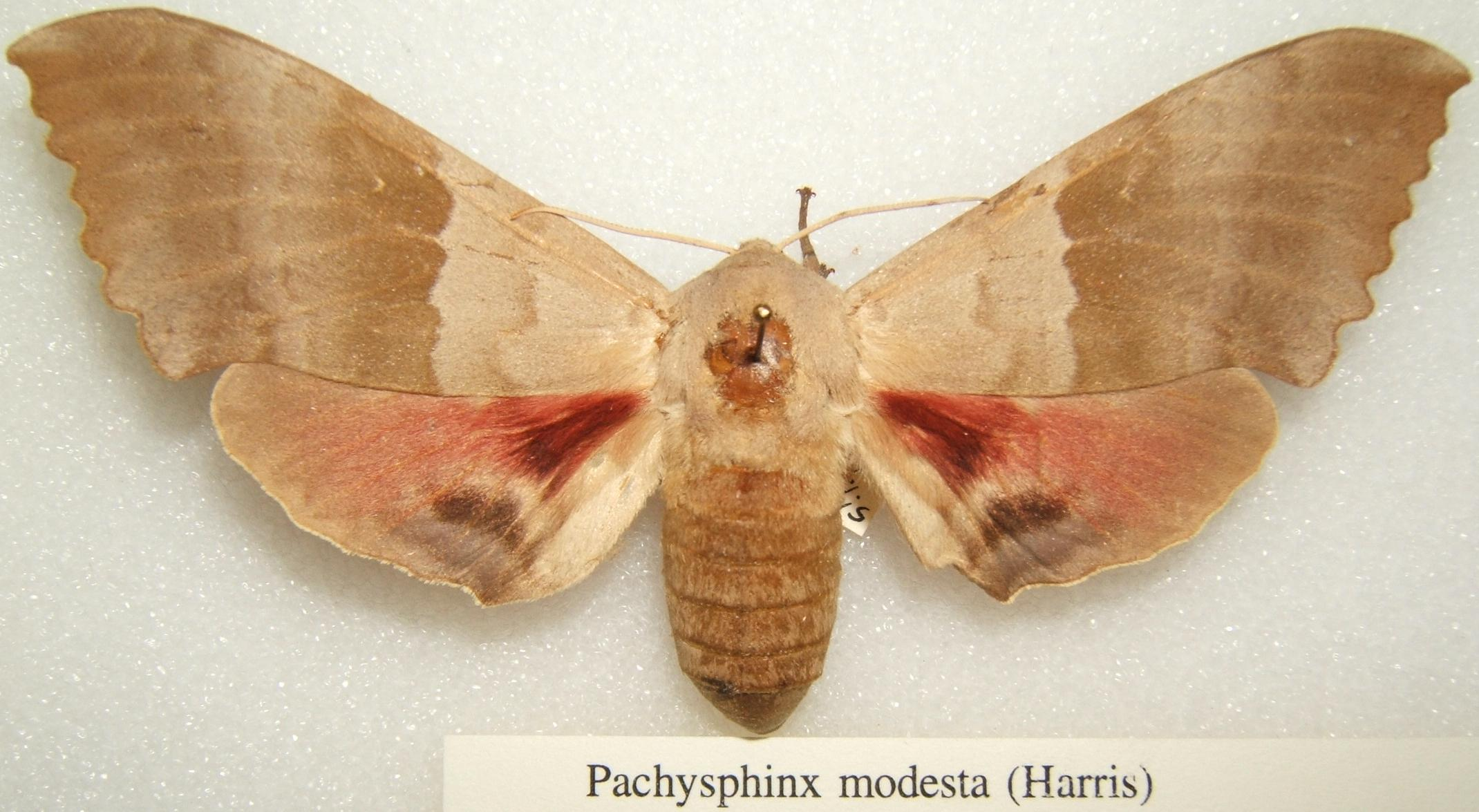